# Lougé-sur-Maire
Pour les articles homonymes, voir Maire (homonymie).
Lougé-sur-Maire est une commune française, située dans le département de l'Orne en région Normandie, peuplée de 314 habitants.

## Géographie
| Les Yveteaux        | Ménil-Jean (comm. dél. de Putanges-le-Lac) | Batilly (comm. dél. d'Écouché-les-Vallées)              |
| La Lande-de-Lougé   | Lougé-sur-Maire                            | Saint-Ouen-sur-Maire (comm. dél. d'Écouché-les-Vallées) |
| Montreuil-au-Houlme | Rânes                                      | Saint-Brice-sous-Rânes                                  |

### Hydrographie
La commune est située dans le bassin Seine-Normandie. Elle est drainée par la Maire, le cours d'eau 01 du Vaux Bougon, le fossé 03 de la Métairie, le ruisseau de la Barbottière, le ruisseau des Aunais, le ruisseau des Vallées et divers autres petits cours d'eau,.
La Maire, d'une longueur de 16 km, prend sa source dans la commune de Rânes et se jette  dans l'Orne en limite de Écouché-les-Vallées et de Sevrai, après avoir traversé sept communes. 

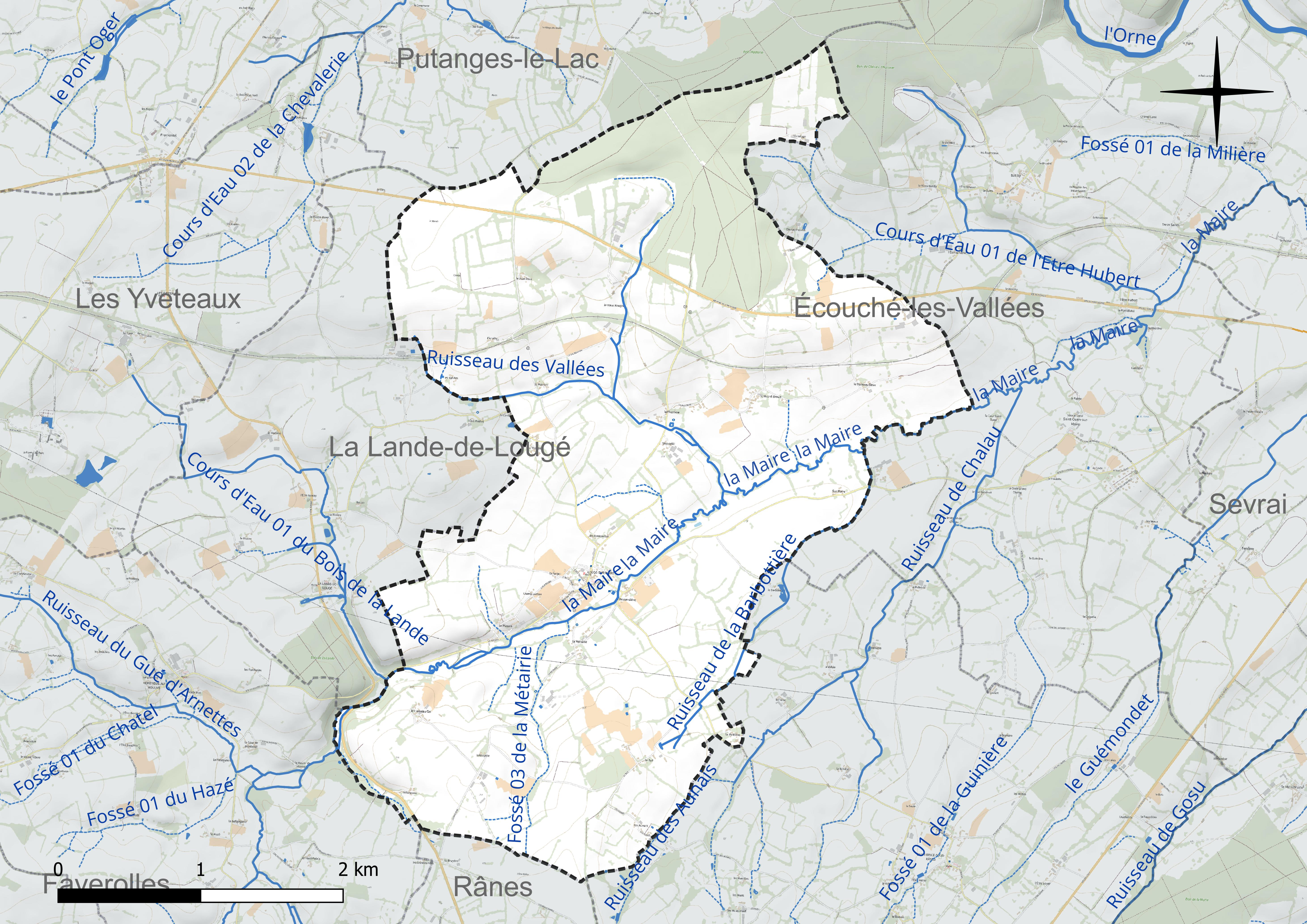
Réseau hydrographique de Lougé-sur-Maire.

### Climat
Pour des articles plus généraux, voir Climat de la Normandie et Climat de l'Orne.
En 2010, le climat de la commune est de type climat océanique altéré, selon une étude du CNRS s'appuyant sur une série de données couvrant la période 1971-2000. En 2020, Météo-France publie une typologie des climats de la France métropolitaine dans laquelle la commune est exposée à un climat océanique et est dans la région climatique Normandie (Cotentin, Orne), caractérisée par une pluviométrie relativement élevée (850 mm/a) et un été frais (15,5 °C) et venté. Parallèlement le GIEC normand, un groupe régional d’experts sur le climat, différencie quant à lui, dans une étude de 2020, trois grands types de climats pour la région Normandie, nuancés à une échelle plus fine par les facteurs géographiques locaux. La commune est, selon ce zonage, exposée à un « climat contrasté des collines », correspondant au Bocage normand, bien arrosé, voire très arrosé sur les reliefs les plus exposés au flux d’ouest, et frais en raison de l’altitude.
Pour la période 1971-2000, la température annuelle moyenne est de 10,1 °C, avec une amplitude thermique annuelle de 13,7 °C. Le cumul annuel moyen de précipitations est de 812 mm, avec 12,3 jours de précipitations en janvier et 7,4 jours en juillet. Pour la période 1991-2020, la température moyenne annuelle observée sur la station météorologique la plus proche, située sur la commune de Briouze à 10 km à vol d'oiseau, est de 10,9 °C et le cumul annuel moyen de précipitations est de 920,5 mm,. Pour l'avenir, les paramètres climatiques de la commune estimés pour 2050 selon différents scénarios d’émission de gaz à effet de serre sont consultables sur un site dédié publié par Météo-France en novembre 2022.

## Urbanisme

### Typologie
Au 1er janvier 2024, Lougé-sur-Maire est catégorisée commune rurale à habitat très dispersé, selon la nouvelle grille communale de densité à sept niveaux définie par l'Insee en 2022.
Elle est située hors unité urbaine. Par ailleurs la commune fait partie de l'aire d'attraction d'Argentan, dont elle est une commune de la couronne,. Cette aire, qui regroupe 50 communes, est catégorisée dans les aires de moins de 50 000 habitants,.

### Occupation des sols
L'occupation des sols de la commune, telle qu'elle ressort de la base de données européenne d’occupation biophysique des sols Corine Land Cover (CLC), est marquée par l'importance des territoires agricoles (89,1 % en 2018), en diminution par rapport à 1990 (89,9 %). La répartition détaillée en 2018 est la suivante : 
prairies (52 %), terres arables (37,1 %), forêts (10,9 %). L'évolution de l’occupation des sols de la commune et de ses infrastructures peut être observée sur les différentes représentations cartographiques du territoire : la carte de Cassini (XVIIIe siècle), la carte d'état-major (1820-1866) et les cartes ou photos aériennes de l'IGN pour la période actuelle (1950 à aujourd'hui).

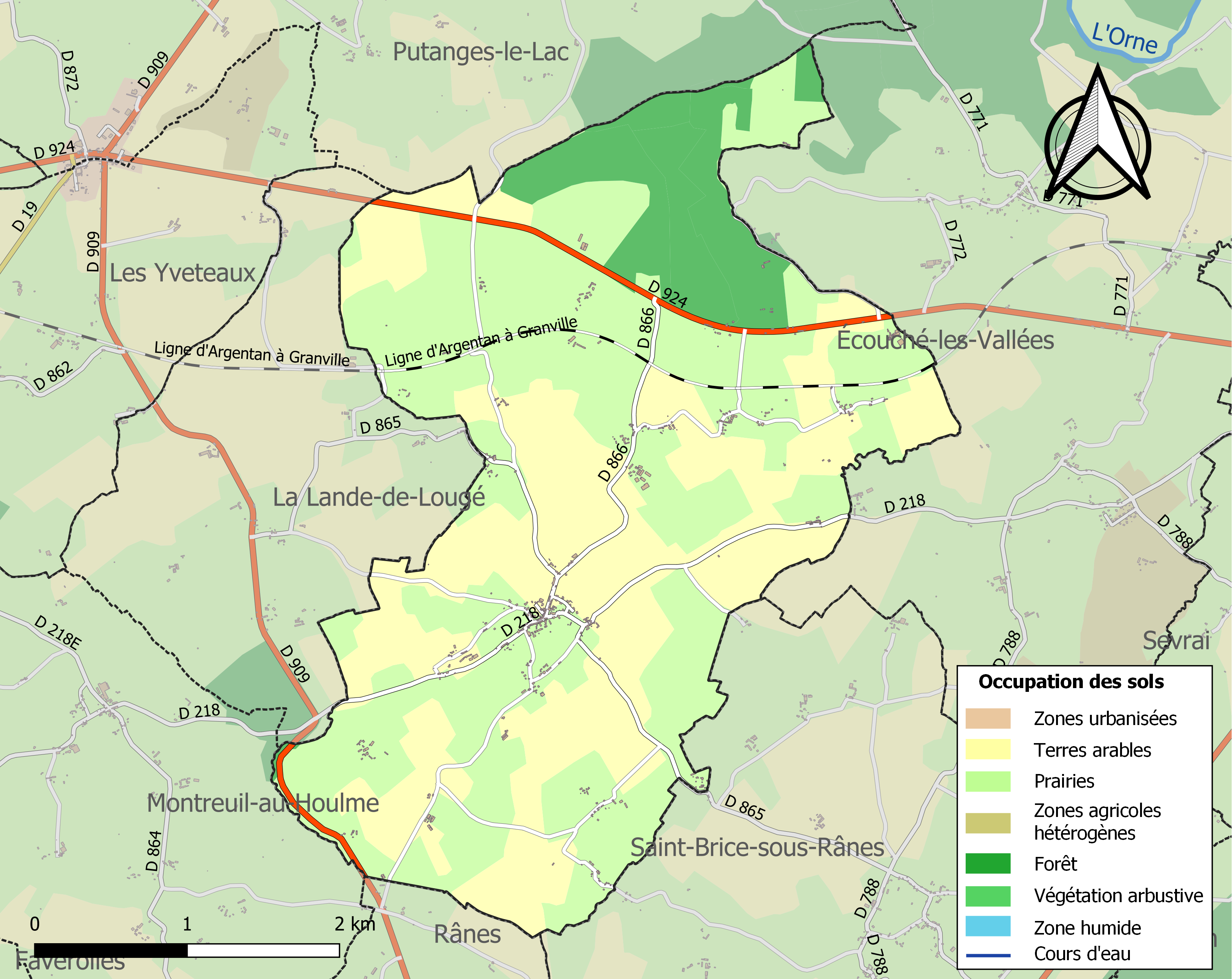
Carte des infrastructures et de l'occupation des sols de la commune en 2018 (CLC).

## Toponymie
Le nom de la localité est attesté sous les formes Louge, Lougeium, Lougy[réf. nécessaire], Lougey au XVIIe siècle, Longé en 1793.
D'après Gustave Le Vavasseur, Lougé signifie «  Long-Gué », parce qu'en y arrivant d'un côté, il faut passer deux fois la rivière[réf. nécessaire], la Maire, affluent de l'Orne.

## Histoire
Le titre de noblesse de "Hamon de Lougy" — de la paroisse de Lougé — est confirmé en 1465.
Le corps d'un agent consulaire, François Van Aerden, est retrouvé dans une carrière de Lougé-sur-Maire le 1er septembre 1944. Ce meurtre, probablement lié à un trafic à Rânes, ne sera jamais élucidé.

## Politique et administration
| Période                                  | Période  | Identité                                 | Étiquette | Qualité                                                                 |
| ---------------------------------------- | -------- | ---------------------------------------- | --------- | ----------------------------------------------------------------------- |
| 1802                                     | 1805     | Jean Louis Heslouin                      |           |                                                                         |
| 1806                                     | 1819     | Jacques François Louis Chausson La salle |           |                                                                         |
| 1820                                     | 1837     | Louis François Fourneaux                 |           |                                                                         |
| 1837                                     | 1856     | Jacques François Moulin                  |           |                                                                         |
| 1856                                     | 1878     | Louis Félix Fourneaux                    |           |                                                                         |
| 1878                                     | 1881     | Pierre Isidore Laine                     |           |                                                                         |
| 1881                                     | 1903     | Émile Legros                             |           |                                                                         |
| 1942                                     | 1977     | Christian Bisson                         |           |                                                                         |
| 1977                                     | mai 2020 | Marcel Gautier                           | SE        |                                                                         |
| mai 2020                                 | En cours | Élodie Jacq                              | SE        | Assistante administrative et instructrice des autorisations d’urbanisme |
| Les données manquantes sont à compléter. |          |                                          |           |                                                                         |

## Démographie

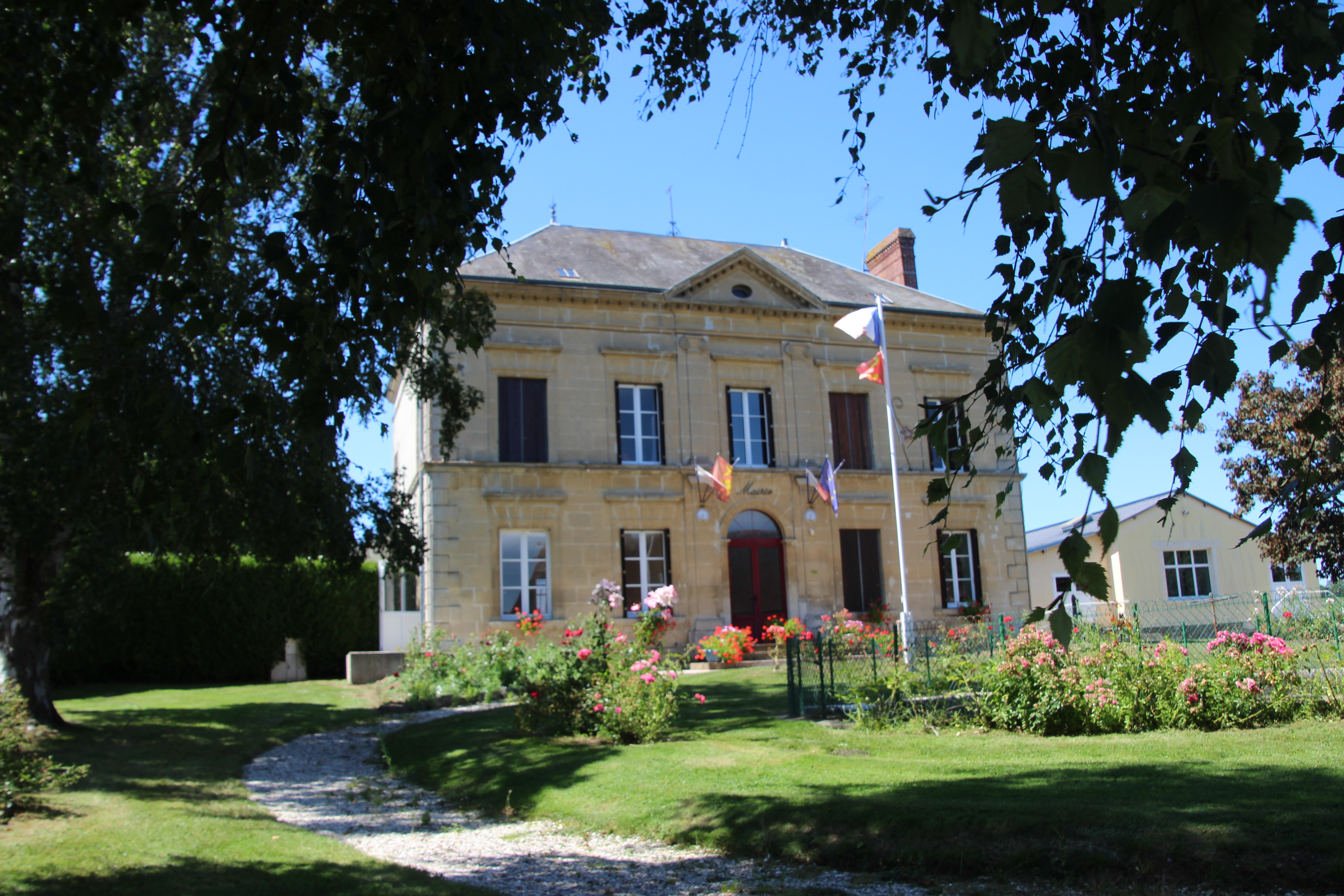
Mairie de Lougé-sur-Maire.

L'évolution du nombre d'habitants est connue à travers les recensements de la population effectués dans la commune depuis 1793. Pour les communes de moins de 10 000 habitants, une enquête de recensement portant sur toute la population est réalisée tous les cinq ans, les populations de référence des années intermédiaires étant quant à elles estimées par interpolation ou extrapolation. Pour la commune, le premier recensement exhaustif entrant dans le cadre du nouveau dispositif a été réalisé en 2005.
En 2022, la commune comptait 314 habitants, en évolution de −1,57 % par rapport à 2016 (Orne : −3,21 %, France hors Mayotte : +2,11 %).
| 1793 | 1800 | 1806 | 1821 | 1836 | 1841 | 1846 | 1851 | 1856 |
| ---- | ---- | ---- | ---- | ---- | ---- | ---- | ---- | ---- |
| 837  | 757  | 841  | 903  | 875  | 874  | 847  | 801  | 780  |

| 1861 | 1866 | 1872 | 1876 | 1881 | 1886 | 1891 | 1896 | 1901 |
| ---- | ---- | ---- | ---- | ---- | ---- | ---- | ---- | ---- |
| 803  | 749  | 719  | 710  | 665  | 660  | 636  | 599  | 549  |

| 1906 | 1911 | 1921 | 1926 | 1931 | 1936 | 1946 | 1954 | 1962 |
| ---- | ---- | ---- | ---- | ---- | ---- | ---- | ---- | ---- |
| 546  | 522  | 418  | 405  | 413  | 409  | 404  | 402  | 388  |

| 1968 | 1975 | 1982 | 1990 | 1999 | 2005 | 2006 | 2010 | 2015 |
| ---- | ---- | ---- | ---- | ---- | ---- | ---- | ---- | ---- |
| 350  | 280  | 273  | 286  | 331  | 370  | 373  | 371  | 322  |

| 2020 | 2022 | - | - | - | - | - | - | - |
| ---- | ---- | - | - | - | - | - | - | - |
| 316  | 314  | - | - | - | - | - | - | - |

## Lieux et monuments
- Église Saint-Vaast. L'édifice contient la statue d'une Vierge à l'Enfant datant du XVe siècle et protégée au titre du patrimoine mobilier[29].

## Personnalités liées à la commune
- François Van Aerden (1882 - 1944 à Lougé-sur-Maire), diplomate belge.